# Bakr bin Laden
Bakr bin Laden (arabisch بكر بن محمد بن عوض بن لادن, DMG Bakr b. Muḥammad b. ʿAwaḍ b. Lādin; * vermutlich um 1946) ist Konzernleiter der Saudi Binladin Group, eines der größten saudi-arabischen Unternehmen, und ein älterer Halbbruder von Osama bin Laden. Er ist außerdem mit 23,8 % größter Anteilseigner des Unternehmens.
Bakr bin Laden leitet das Unternehmen seit dem Unfalltod seines älteren Bruders Salim bin Laden (1946–1988). Zugleich wird er öffentlich auch als „Patriarch“ der Großfamilie Bin Laden wahrgenommen.
Nachdem der saudische König Salman ibn Abd al-Aziz eine Anti-Korruptionskommission unter Leitung seines Sohnes, Kronprinz Mohammed bin Salman, gegründet hatte, ließ diese im November 2017 elf Prinzen, vier Minister, viele Ex-Minister und Geschäftsleute verhaften, darunter den Chef der Nationalgarde, Miteb Bin Abdullah, den Minister für Wirtschaft und Planung, Adel Fakeih, Bakr bin Laden sowie die Milliardäre al-Walid ibn Talal und Saleh Abdullah Kamel.